# 福伊伦
福伊伦（德语、法语：Feulen）是卢森堡中部的一个市镇，属于迪基希县。 
该市镇内的城镇包括下福伊伦（Niederfeulen）和上福伊伦（Oberfeulen）。市镇的行政中心为下福伊伦。 